# Religiose della Beata Vergine Maria
Le Religiose della Beata Vergine Maria (in inglese Religious of the Blessed Virgin Mary) sono un istituto religioso femminile di diritto pontificio: le suore di questa congregazione pospongono al loro nome la sigla R.V.M.

## Storia

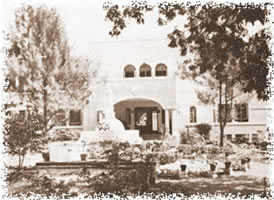
La casa-madre dell'istituto

Le origini della congregazione risalgono al 1684, quando madre Ignazia dello Spirito Santo, con l'aiuto del gesuita Paolo Klein, fondò un beaterio nelle Filippine.
Per i suoi legami con i gesuiti, la comunità prese il nome di Beaterio della Compagnia: inizialmente le "beate" organizzavano ritiri spirituali per donne secondo il metodo di sant'Ignazio di Loyola, poi iniziarono ad accogliere donne anziane e giovani educande.
Gli statuti della comunità furono approvati dall'arcivescovo di Manila nel 1732 e nel 1755 Ferdinando VI di Borbone accordò la protezione regia al beaterio.
Dopo l'espulsione dei gesuiti dai domini spagnoli (1767), la comunità passò sotto la direzione del clero secolare; tornò a collaborare con la Compagnia di Gesù dopo il loro ritorno nelle Filippine, nel 1859, aprendo scuole parrocchiali e dedicandosi all'educazione delle donne liberate dalla schiavitù. Le beate servirono anche come infermiere militari durante la rivoluzione del 1896 contro la dominazione spagnola.
L'istituto ricevette il pontificio decreto di lode nel 1931 e l'approvazione definitiva nel 1944.

## Attività e diffusione
Le religiose si dedicano all'opera dei ritiri e, soprattutto, all'istruzione e all'educazione cristiana della gioventù, in scuole di ogni grado.
Oltre che nelle Filippine, le suore sono presenti in Canada, Ghana, Indonesia, Italia, Pakistan, Stati Uniti d'America, Taiwan; la sede generalizia è a Quezon City.
Alla fine del 2011 la congregazione contava 744 religiose in 117 case.